# Лук шероховатенький
Лук шерохова́тенький (лат. Allium umbilicatum) — вид однодольных растений рода Лук (Allium) семейства Амариллисовые (Amaryllidaceae). Впервые описан швейцарским ботаником Пьером Эдмоном Буассье в 1859 году.

## Распространение, описание
Распространён в Туркменистане, некоторых провинциях Афганистана и Ирана и в Пакистане (провинция Белуджистан); типовой экземпляр из Белуджистана.
Клубневой геофит высотой 30—40 см. Травянистое растение с прямостоячими побегами; листорасположение очерёдное. Листья простые, с гладким краем, размещены у основания или в прикорневой розетке. Соцветие — зонтик. Цветки с шестью лепестками. Плод — коробочка. Цветёт в мае.

## Синонимы
Синонимичные названия:
- Allium aitchisonii Regel
- Allium scabrellum Boiss. & Buhse